# Onze-Lieve-Vrouwekerk (Jezus-Eik)

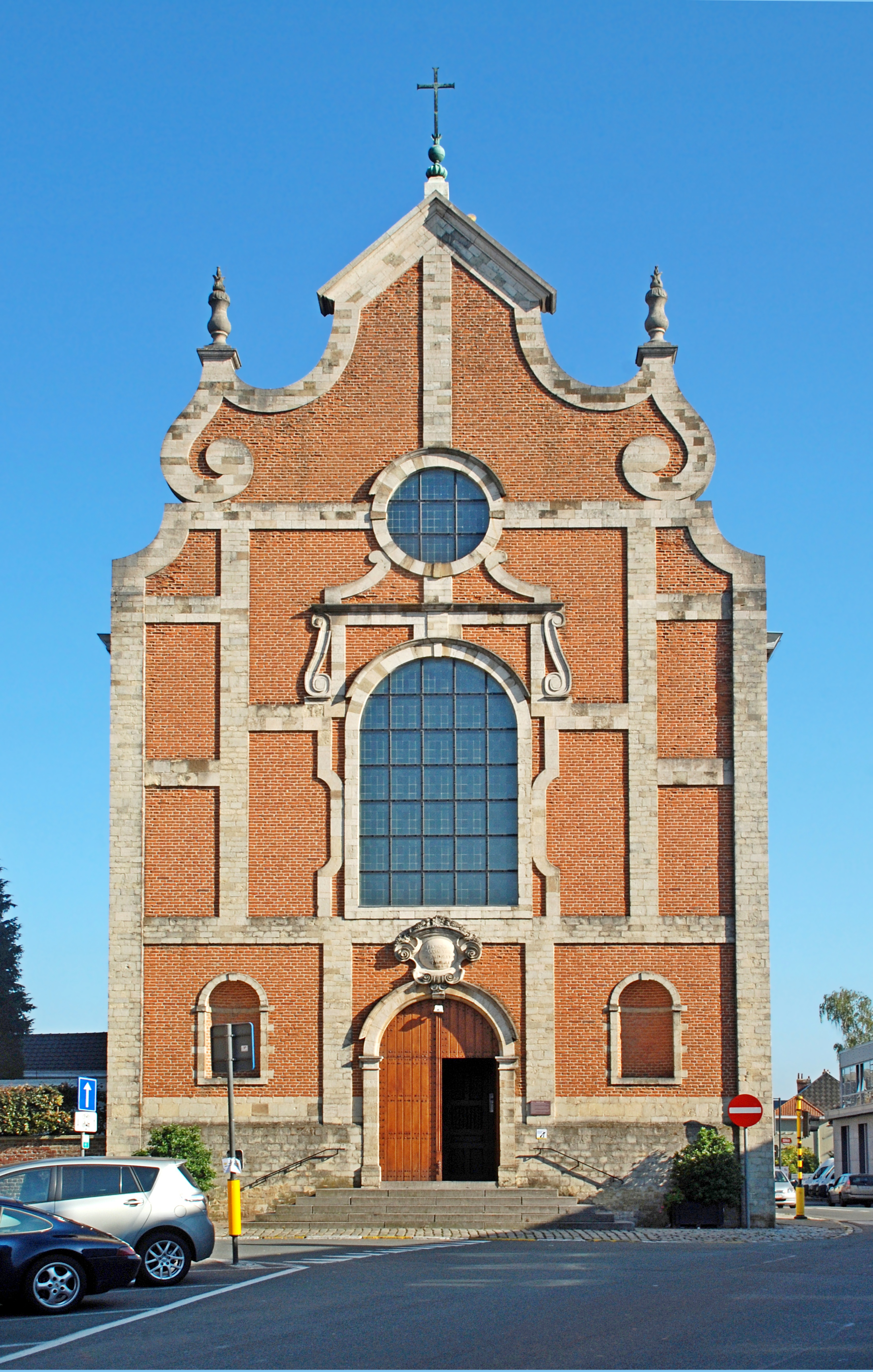
Onze-Lieve-Vrouwekerk

De Onze-Lieve-Vrouwekerk (Fr: Église Notre-Dame-au-Bois) is de parochiekerk van de tot de Vlaams-Brabantse gemeente Overijse behorende plaats Jezus-Eik, gelegen aan de Brusselsesteenweg.

## Geschiedenis
Een legende vertelt dat er in het Zoniënwoud een eikenboom stond, waaraan een kruisbeeld hing. Deze eik werd door de bliksem getroffen en stond sindsdien als duivelseik bekend. Een zekere Peeter van de Kerckhove had in 1635 als laatste wens dat er aan de boom een kapelletje met een Mariabeeld zou worden bevestigd. In 1636 gebeurde dit en sindsdien vonden er, naar verluidt, talrijke miraculeuze genezingen plaats. Zo ontwikkelde deze plaats, midden in het woud gelegen, zich tot een bedevaartsoord. Het was de Abdij van Park te Heverlee die de uitbating van dit oord op zich nam en de kapel kwam sindsdien onder de parochie van Tervuren, die op haar beurt door de Abdij werd bediend.
In 1642 werd de eerste Mis in de kapel opgedragen door de abt van de Abdij van Park. De kapel was echter snel te klein en in 1650 werd een kerk gebouwd waarvan het ontwerp wordt toegeschreven aan Jacob Franquart. De bouw van de kerk duurde decennialang en in 1714 werden de definitieve altaren en lambriseringen aangebracht. In 1700 werd de kerk tot parochiekerk verheven.
In 1868 werd de kerk, met name de westgevel, in neogotische trant verbouwd naar ontwerp van Louis Spaak. Met name de voorgevel en het interieur werden aangepast en er kwam een toren. In 1924 kreeg het interieur weer het uiterlijk van voor 1868, nu in neobarokke trant, waarbij Paul Saintenoy als ontwerper optrad.
In 1968 werd de neogotische ingangstravee verwijderd maar in 1969 stortte de nu vrijgekomen barokke voorgevel in. Daarna werd een reconstructie van de oorspronkelijke barokgevel aangebracht.

## Gebouw
Het betreft een eenbeukige zaalkerk met vlak afgesloten koor. Boven het koor bevindt zich een dakruiter met helmdak. De voorgevel in (neo-)barokstijl is van 1970 en daarbij is gebruik gemaakt van Gobertangesteen voor horizontale en verticale muurbanden die met baksteen werden opgevuld. Dit alles wordt bekroond door een klokgevel.
Ten noorden van de kerk bevindt zich een ommuurd kerkhof.

## Interieur
Het rijk vormgegeven interieur wordt overkluisd door een tongewelf. De hoofd- en zijaltaren zijn van 1714. In het koor vindt men 17e- en 18e-eeuwse schilderijen die episoden uit het leven van Maria verbeelden.